# كمباري
الكمباري مشروب كحولي إيطالي، يعده الإيطاليون مقبلًا من النوع المر بيد أن الأمريكيين يعدونه فاتح شهية من نوع أمارو، يُحصل عليه من نقع الأعشاب والفواكه (مثل النارنج المرسيني وقشر العنبر ) في الكحول والماء. هو نوع من الكحول المرة ، يتميز بلونه الأحمر الداكن. تنتجه مجموعة كمباري ، وهي شركة متعددة الجنسيات مقرها في إيطاليا.